# Carel Industries
 (janvier 2024).
Si vous disposez d'ouvrages ou d'articles de référence ou si vous connaissez des sites web de qualité traitant du thème abordé ici, merci de compléter l'article en donnant les références utiles à sa vérifiabilité et en les liant à la section « Notes et références ».
 (juillet 2021).
La mise en forme du texte ne suit pas les recommandations de Wikipédia : il faut le « wikifier ».
Les points d'amélioration suivants sont les cas les plus fréquents. Le détail des points à revoir est peut-être précisé sur la page de discussion.
- Les titres sont pré-formatés par le logiciel. Ils ne sont ni en capitales, ni en gras.
- Le texte ne doit pas être écrit en capitales (les noms de famille non plus), ni en gras, ni en italique, ni en « petit »…
- Le gras n'est utilisé que pour surligner le titre de l'article dans l'introduction, une seule fois.
- L'italique est rarement utilisé : mots en langue étrangère, titres d'œuvres, noms de bateaux, etc.
- Les citations ne sont pas en italique mais en corps de texte normal. Elles sont entourées par des guillemets français : « et ».
- Les listes à puces sont à éviter, des paragraphes rédigés étant largement préférés. Les tableaux sont à réserver à la présentation de données structurées (résultats, etc.).
- Les appels de note de bas de page (petits chiffres en exposant, introduits par l'outil «  Source ») sont à placer entre la fin de phrase et le point final[comme ça].
- Les liens internes (vers d'autres articles de Wikipédia) sont à choisir avec parcimonie. Créez des liens vers des articles approfondissant le sujet. Les termes génériques sans rapport avec le sujet sont à éviter, ainsi que les répétitions de liens vers un même terme.
- Les liens externes sont à placer uniquement dans une section « Liens externes », à la fin de l'article. Ces liens sont à choisir avec parcimonie suivant les règles définies. Si un lien sert de source à l'article, son insertion dans le texte est à faire par les notes de bas de page.
- La présentation des références doit suivre les conventions bibliographiques. Il est recommandé d'utiliser les modèles {{Ouvrage}}, {{Chapitre}}, {{Article}}, {{Lien web}} et/ou {{Bibliographie}}. Le mode d'édition visuel peut mettre en forme automatiquement les références.
- Insérer une infobox (cadre d'informations à droite) n'est pas obligatoire pour parachever la mise en page.

Pour une aide détaillée, merci de consulter Aide:Wikification.
Si vous pensez que ces points ont été résolus, vous pouvez retirer ce bandeau et améliorer la mise en forme d'un autre article.
Carel Industries S.p.A. est une multinationale italienne qui conçoit, produit et commercialise des solutions de contrôle électronique pour le secteur du confort aéraulique («HVAC») et de réfrigération («HVAC/R»).
Fondée en 1973 dans la province de Padoue (Italie), la société possède 25 filiales commerciales, 9 sites de production et plus de 1 700 employés dans le monde.
Elle a fait son entrée en bourse à la Bourse de Milan dans les indices FTSE Italia STAR et FTSE Italia Small Cap.
.

## Historique
Carel a vu le jour en 1973 dans la province de Padoue en tant qu’entreprise business to business sous l’acronyme C.AR.EL. pour désigner son activité principale « Costruzioni ARmadi ELettrici  ». 
Carel a commencé son activité comme fournisseur d’un fabricant de systèmes de climatisation pour centres de calcul (Hiross), en produisant un composant électrotechnique spécifique.
En 1981, Carel conçut l’un des premiers régulateurs à microprocesseur réalisés en Europe pour le secteur de la climatisation. L’année suivante, il fut lancé sur le marché sous le nom de « Miprosent  ».
La nouvelle technologie par microprocesseur permettait d’éliminer un grand nombre de composants électromécanique. Le premier régulateur électronique Carel était « paramétrique », soit pré-programmé d’usine adapté à la production en série en grands volumes.
Le régulateur programmable Carel « Macroplus », premier d’une série est le produit phare pendant dix années, jusqu'au moment où l’entreprise décide de produire des régulateurs programmables « EasyTools » selon un nouveau langage de programmation de logiciel.
Un « régulateur programmable » est un régulateur qui peut facilement être personnalisé aussi bien du point de vue de son design que de son mode de 
La fin des années 1990 coïncide avec le début du développement, autour de Carel du « district du froid ».
Le début de l'expansion internationale date des années 1990, avec l’ouverture de filiales commerciales en France, Grande Bretagne, Amérique du Sud et Allemagne. Les années deux mille voient l’ouverture de filiales en Chine,Australie, États-Unis,Asie,Espagne,Inde,Afrique du Sud, Russie, Corée et l'ouverture d'un site de production aux États-Unis, en Chine, au Brésil et, en Croatie en 2015, ainsi que des bureaux commerciaux en Europe du Nord, au Mexique, Moyen-Orient, Thaïlande, Pologne, Ukraine et Japon. 
Fin 2018, Carel a acquis les sociétés Recuperator  et Hygromatik . En 2021, la société achète CFM Soğutma ve Otomasyon A.Ş, distributeur et partenaire commercial en Turquie.